# Минченков, Яков Данилович

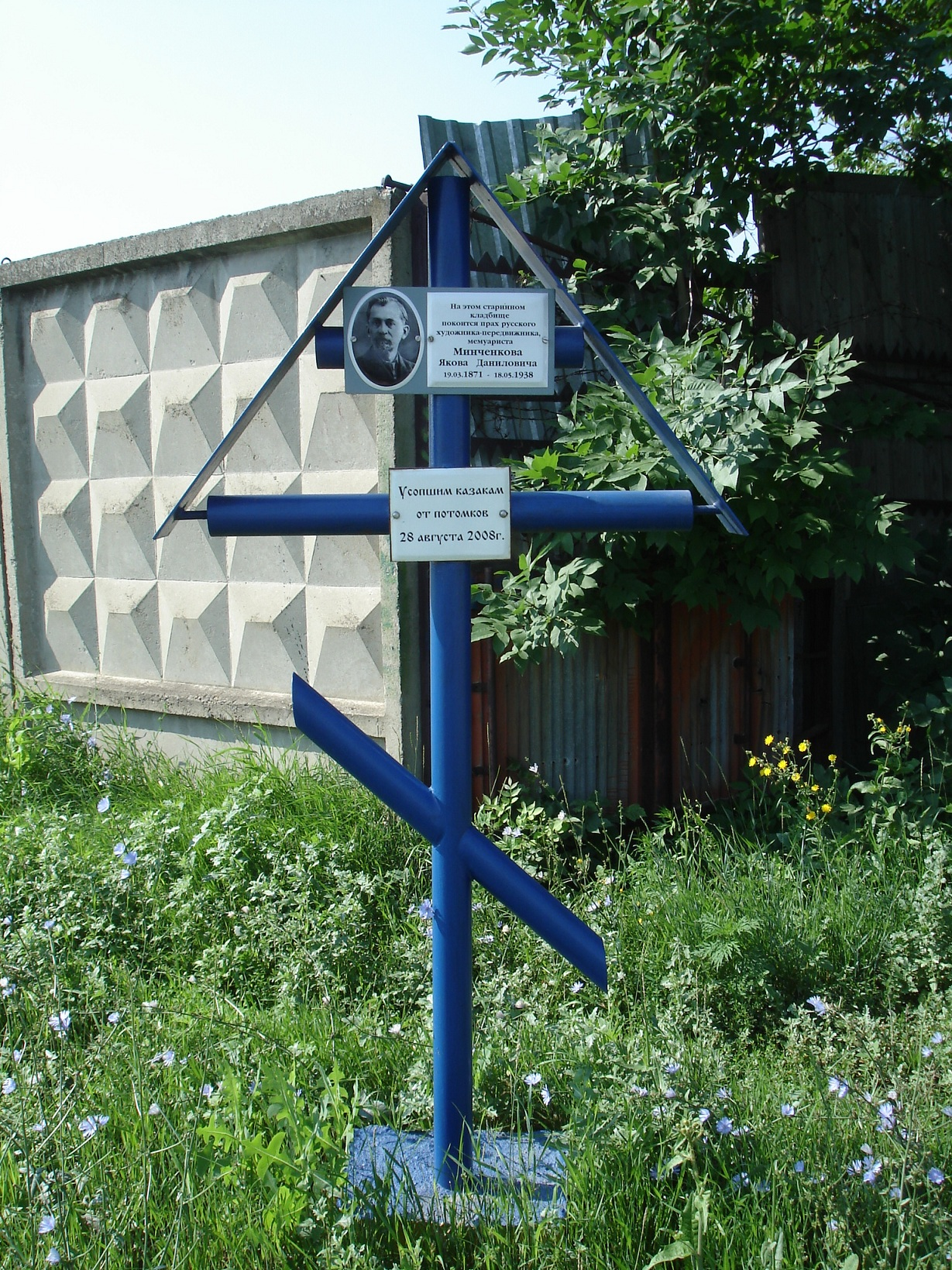
Крест на месте захоронения Минченкова в Каменске-Шахтинском

Я́ков Дани́лович Ми́нченков (1871—1938) — русский и советский живописец, пейзажист; участник товарищества передвижников, автор подробных воспоминаний о них, неоднократно переиздававшихся.

## Биография
Родился 19 марта (1 апреля) 1871 года на хуторе Верхне-Тёплом Луганской станицы Донецкого округа в казачьей семье. Отец его был учителем, а позднее священником.
Учился в духовной семинарии, был исключён. Некоторое время учительствовал в Новочеркасске. Уехал в Москву, чтобы научиться искусству живописи. В 1894—1898 годах обучался в московском Училище живописи, ваяния и зодчества. Ученик Н. А. Касаткина и В. А. Серова.
Ещё до окончания училища началась многолетняя деятельность Минченкова в качестве уполномоченного Товарищества передвижных художественных выставок. На этом посту он деятельно участвовал в жизни Товарищества в роли устроителя выставок, распорядителя, администратора, руководителя экскурсий. Одновременно работал творчески как живописец — пейзажист и жанрист.
После революции Минченков продолжал работать в области искусства. Гражданская война застала его на юге, куда он переехал с семьей в 1918 году из Москвы. В 1920—1922 годах жил в Майкопе. С 1922 года безвыездно жил в городе Каменске, где участвовал в организации художественных студий при Каменских педкурсах и при детском городке, заведовал этими студиями и преподавал там рисунок и живопись. Преподавал также историю искусства в местной школе 2-й ступени и педагогическом техникуме. Местонахождение большинства живописных произведений Я. Д. Минченкова неизвестно. Многие из них погибли в годы Великой Отечественной войны, сохранились лишь некоторые работы поздних лет.
Пробовал Яков Данилович свои силы также в области скульптуры. Так, в 1921 году в Майкопе им вместе с местным скульптором Чикильдиным был сооружен памятник Жертвам Революции (деревянный обелиск с гипсовым барельефом), а в 1930-х годах в Каменске на центральной улице был установлен выполненный им с помощью его учеников памятник В. И. Ленину.
Умер 18 мая 1938 года в Каменске-Шахтинском в период Большого террора от нервного потрясения после задержания милицией по подозрению в шпионаже. Согласно воспоминаниям ученика Я. Д. Минчекова, И. Меняйло: 

У какого-то дурака-милиционера, увидевшего Якова Даниловича рисующим здание Госбанка, появилась мысль, что этот старик, возможно, является… шпионом. Я видел их, идущих вдвоем, и поздоровался, но не мог предположить, что его вели, как врага народа. Лишь вечером в парке Горького мне рассказали, как милиционер забрал Якова Даниловича, как жители города втолковывали этому балбесу, что он имеет дело с весьма уважаемым художником. Но тот стоял на своем… Всем этим настолько был потрясен наш честнейший учитель, что сердце его не выдержало переживаний и через день он умер».— Каменская газета «ПИК»
Я. Д. Минчеков был похоронен в родном городе, над его могилой установлен скромный металлический крест.

## Память
- В 1998 году на здании Каменского педагогического колледжа (г. Каменск-Шахтинский) установлена мемориальная доска с надписью: «Здесь с 1922 г. по 1938 г. работал художник-передвижник, автор книги „Воспоминания о передвижниках“ Яков Данилович Минченков 1871—1938».
- Имя Минченкова носит Детская школа искусств Каменска-Шахтинского.

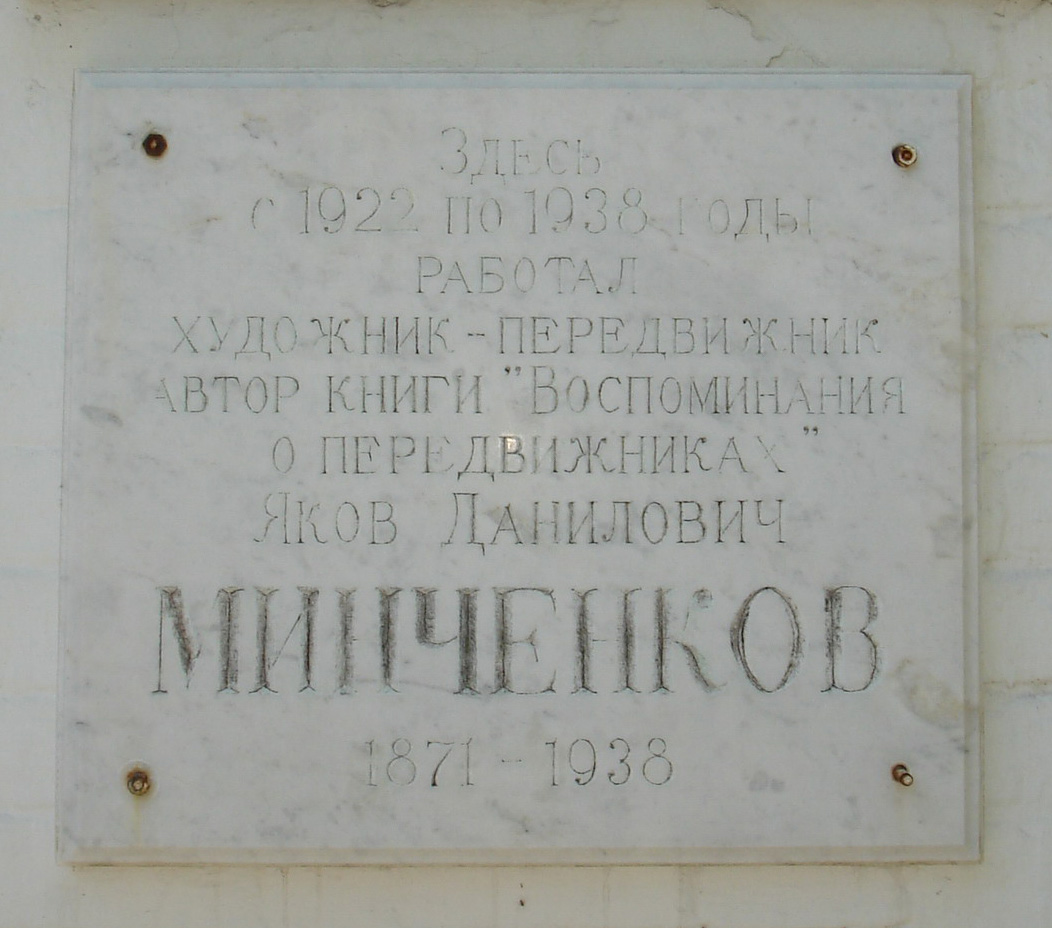
Памятная доска
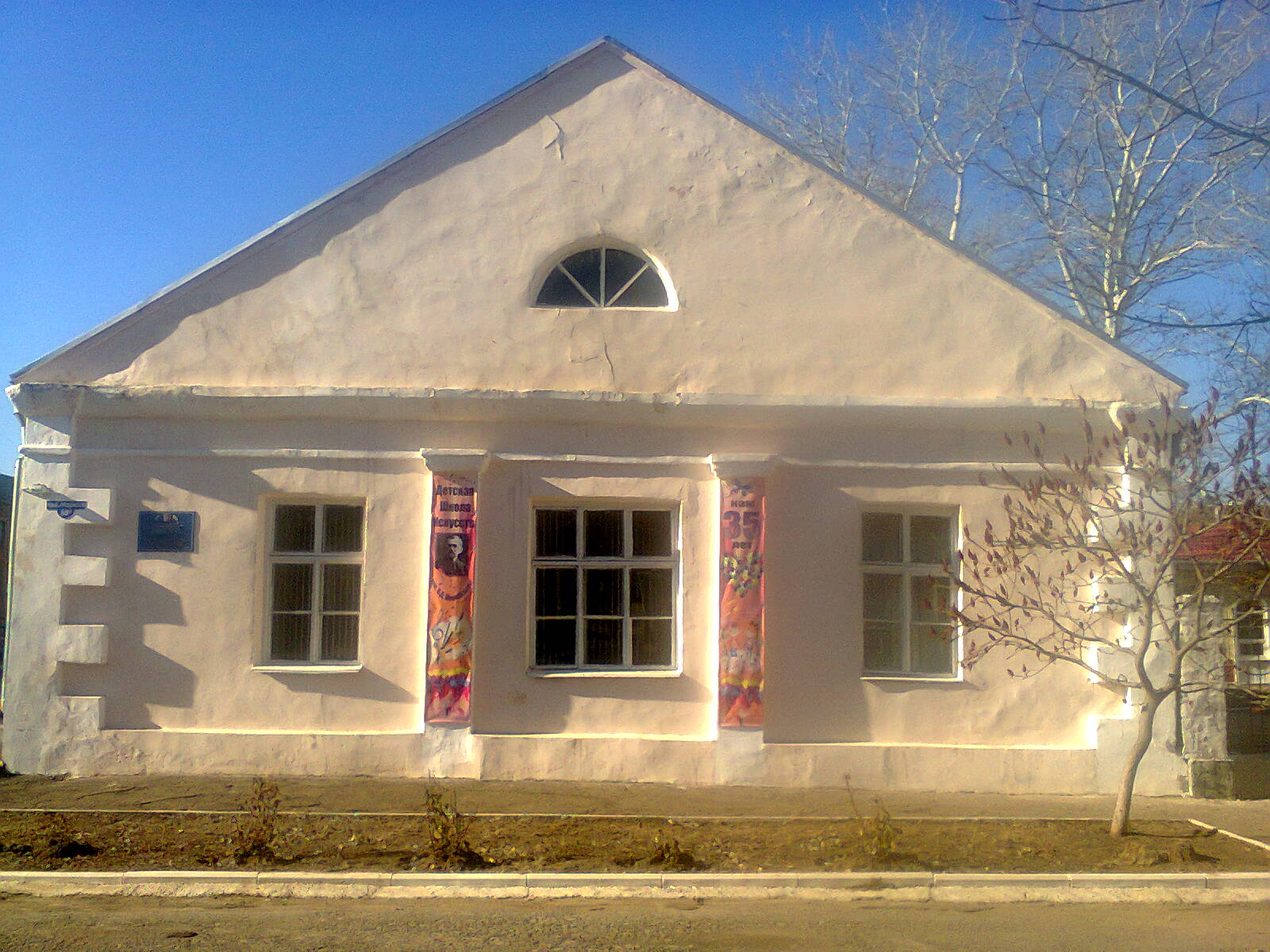
Школа искусств

## Книги
- Минченков Я. Д. Воспоминания о передвижниках. Художник РСФСР. — Ленинград. 1965.